# مهر ایالات فدرال میکرونزی
مُهر ایالات فدرال میکرونزی از روی نشان پیشین قلمرو تراست جزایر اقیانوس آرام گرفته شده است. بر روی این نشان نوشته شده "دولت ایالات فدرال میکرونزی". این نشان در آغاز توسط کنگره ایالات فدرال میکرونزی و سپس توسط کنگره ایالات متحده آمریکا پذیرفته شد.
الگو:سیاست در ایالات فدرال میکرونزی